# コーナーストーンズ
コーナーストーンズ は、神奈川県横浜市の自動車ディーラー。主にイタリアのフェラーリを取り扱う。

## 概要

### フェラーリ中心
328GTSや360モデナ、430などの量販モデルから、F40やF50などのスペシャルモデルまで取りそろえたフェラーリを中心にしたディーラーとして、「フェラーリを1000台売った男」の著書などで知られ、「エノテン」の愛称で呼ばれる榎本修がナイトインターナショナルを2007年10月に円満退社し2008年4月にオープンした。なお、マフラーやランプカバー、センターコンソールパネルなどのフェラーリのパーツを販売、装着するサービスを提供しているほか、マセラティやランボルギーニなどフェラーリ以外のイタリア車も取り扱う。

### 店舗
神奈川県横浜市の国道246号沿いに位置し、店内には展示スペースやグッズ販売スペースなどが設けられている他、顧客であり仕事仲間、自動車評論家の清水草一が教祖となっている「大乗フェラーリ教」の祭壇がある。